# شلستون
شلستون (به انگلیسی: Shalstone) یک روستا و محله مدنی در بریتانیا است که در الزبری ول واقع شده‌است. شلستون ۱۱۷ نفر جمعیت دارد.